# أحمد زين العابدين
أحمد زين العابدين (? - توفي 5 نوفمبر 2019)، هو إعلامي سوري من أشهر مقدمي الأخبار على تلفزيون دبي منذ تأسيسه وحتى عقد التسعينيات من القرن العشرين. ويُعد أحد أبناء الجيل الثاني الذين عملوا في إذاعة دمشق، وقد لمع نجمه بفضل رخامة صوته وما تميز به من قوة حنجرة. كان قد انضم إلى فريق عمل تلفزيون دبي، في منتصف عقد السبعينيات من القرن العشرين، مع بداية انطلاق البث الملون لتلفزيون دبي في عام 1974، حيث تولى فيه قراءة نشرات الأخبار، إلى جانب تقديم عدد من البرامج، ومن بينها برنامج «مشوار مع فنان» والذي كان يلتقي فيه مع أحد نجوم الفن في ذلك الوقت.

## وفاته
توفي أحمد زين العابدين، يوم 5 نوفمبر 2019، في العاصمة السورية دمشق.